# Как преуспеть в бизнесе, ничего не делая (фильм)
«Как преуспеть в бизнесе, ничего не делая» (англ. How to Succeed in Business Without Really Trying) — художественный фильм 1967 года в жанре музыкальной комедии, созданный по мотивам оригинального бродвейского мюзикла 1961 года с одноименным названием (в постановке Боба Фосса), который в свою очередь был создан по одноимённой книге 1952 года американского писателя Шефарда Мида (англ. Shepherd Mead). Фильм был создан режиссёром Дэвидом Свифтом (англ. David Swift (director)) на независимой киностудии The Mirisch Corporation и выпущен в прокат кинокомпанией United Artists.
В главных ролях снимались Роберт Морс и Руди Валли (в сиквелах их оригинальных бродвейских ролей), Мишель Ли, Энтони Тиг (англ. Anthony Teague) и Морин Артур (англ. Maureen Arthur). Фильм стал дебютом для Мишель Ли, которая позже снялась в популярном телесериале 1980-х годов «Тихая пристань».

## Сюжет
Джей Пайрпонт Финч покупает книгу «Как преуспеть в бизнесе, ничего не делая», в которой шаг за шагом описывается, как достичь вершин в деловом мире. Амбициозный молодой мойщик окон тщательно следует всем рекомендациям. Он устраивается работать в Компанию «Всемирные Калитки» и начинает работу в почтовом отделении. Вскоре, благодаря этически сомнительным советам из книги, он поднимается по карьерной лестнице до поста вице-президента, отвечающего за рекламу. Каждый человек, которого он обходит в карьере либо уволен, либо перемещён, либо переведён.
Финч влюбляется в Розмари Пилкингтон, секретаря в той же Компании. Финч узнает, что женатый президент компании Дж. Б.Биггли неравнодушен к красивой, но некомпетентной секретарше Хайди Ла Ру. Финч использует эту информацию, чтобы помочь своему восхождению по карьерной лестнице. Тем временем Бад Фрамп, племянник Дж. Б.Биггли, тоже пользуется ситуацией и пытается добраться до карьерной вершины в обход Финча.

## В ролях
- Вирджиния Сейл — уборщица (в титрах не указана)